# فرهنك معين
فرهنگ معين هو معجم فارسي من تصنيف محمد معين. نشرته مؤسسة انتشارات امير كبير.
يقع في ستة أجزاء، وقد رتِّب حسب الحرف الأول من الكلمة، ويقسم هذا المعجم موضوعياً إلى ثلاثة أقسام:
- القسم الأول يشتمل علي الاجزاء الأول والثاني والثالث، والنصف الأول من الجزء الرابع ويختص هذا بالمفردات اللغوية.
- القسم الثاني، يشتمل علي القسم الثاني من الجزء الرابع، ويختصُّ بالمصطلحات والتراكيب اللغوية الأجنبية.
- القسم الثالث ويشتمل علي الجزء الخامس والسادس، فيختصُّ بالاعلام وتحديدا «الاماكن والاشخاص».[1]